# Medialinx
Die Medialinx AG ist ein Medienunternehmen mit Sitz in München und Niederlassungen in fünf Ländern weltweit. Sie wurde 1994 als Articon GmbH gegründet und ist 2012 durch Namensänderung aus der Linux New Media AG hervorgegangen.

## Geschäftsbereiche
Die Medialinx AG ist in sechs Geschäftsbereichen aktiv: Linux New Media, Business-IT-Fachmedien, mobile Betriebssysteme, Events & Learning, Verlagsservices sowie International Media:
- Die Geschäftsbereiche Fachmedien geben mehr als 30 Print- und Online-Publikationen heraus.  Die deutschsprachigen Zeitschriften wie Linux-Magazin, LinuxUser, EasyLinux, Ubuntu User und auch Raspberry Pi Geek wurden im September 2014 an die Computec Media verkauft.[1] Das Admin-Magazin wurde mit April 2014 vom Heinemann Verlag übernommen und in den IT-Administrator integriert.[2]
- Der Bereich Events & Learning organisiert Veranstaltungen und Messeplattformen wie zum Beispiel „CeBIT Open Source“, Präsenz- und Onlineschulungen der IT-Academy und Webinare.
- Im Geschäftsbereich Verlagsservice werden andere Dienstleistungen für Verlage in den Bereichen Corporate Publishing, Medienerstellung, Abonnentenservice und in der internationalen Vermarktung angeboten.
- Im Geschäftsbereich International Media sind alle internationalen Magazine, die in Spanien, Großbritannien, USA, Polen und Brasilien produziert werden.

Die Medialinx AG bietet nationale wie internationale Vermarktungsmöglichkeiten, wie z. B. crossmediale Pakete, Online-Kampagnen, Anzeigenschaltungen gedruckt und online, Sponsoring von Events und Veranstaltungen sowie Kooperationen an.